# Bathythrix gyrinophagus
Bathythrix gyrinophagus là một loài tò vò trong họ Ichneumonidae.